# Мангоне
Мангоне (итал. Mangone) — коммуна в Италии, располагается в регионе Калабрия, подчиняется административному центру Козенца.
Население составляет 1804 человека, плотность населения составляет 150 чел./км². Занимает площадь 12 км². Почтовый индекс — 87050. Телефонный код — 0984.
Покровительницей коммуны почитается Пресвятая Богородица (Madonna dell'Arco), празднование во второе воскресение сентября.